# Coppa Italia 1969-1970 (pallanuoto maschile)
La Coppa Italia 1969-1970 di pallanuoto maschile fu la prima edizione del secondo trofeo nazionale, e il Circolo Canottieri Napoli fu la prima squadra a vincere il torneo (questa, fino ad ora, è l'unica affermazione del torneo dei Napoletani).
La competizione si interruppe per 3 anni di seguito, prima di riprendere nel 1974.